# Sân bay quốc tế Muan
Sân bay quốc tế Muan (Hangul: 무안국제공항, Hanja: 務安國際空港, La Mã hóa tiếng Hàn sửa đổi: Muan Gukje Gonghang, McCune-Reischauer: Muan Kukche Konghang) (IATA: MWX, ICAO: RKJB) là một sân bay ở huyện Muan, Jeolla Nam. Sân bay này được khai trương ngày 9 tháng 11 năm 2007, phục vụ thành phố Gwangju và Mokpo. Nó thay thế sân bay Mokpo, và có khả năng thay thế sân bay Gwangju trong tương lai gần.

## Các hãng hàng không và các tuyến điểm
- Asiana Airlines (Bắc Kinh)
- China Eastern Airlines (Thượng Hải-Phố Đông)
- T'way Airlines (Jeju)
- VietJet Air (Đà Lạt)
- Vietnam Airlines (Nha Trang)